# روبرت شيلر

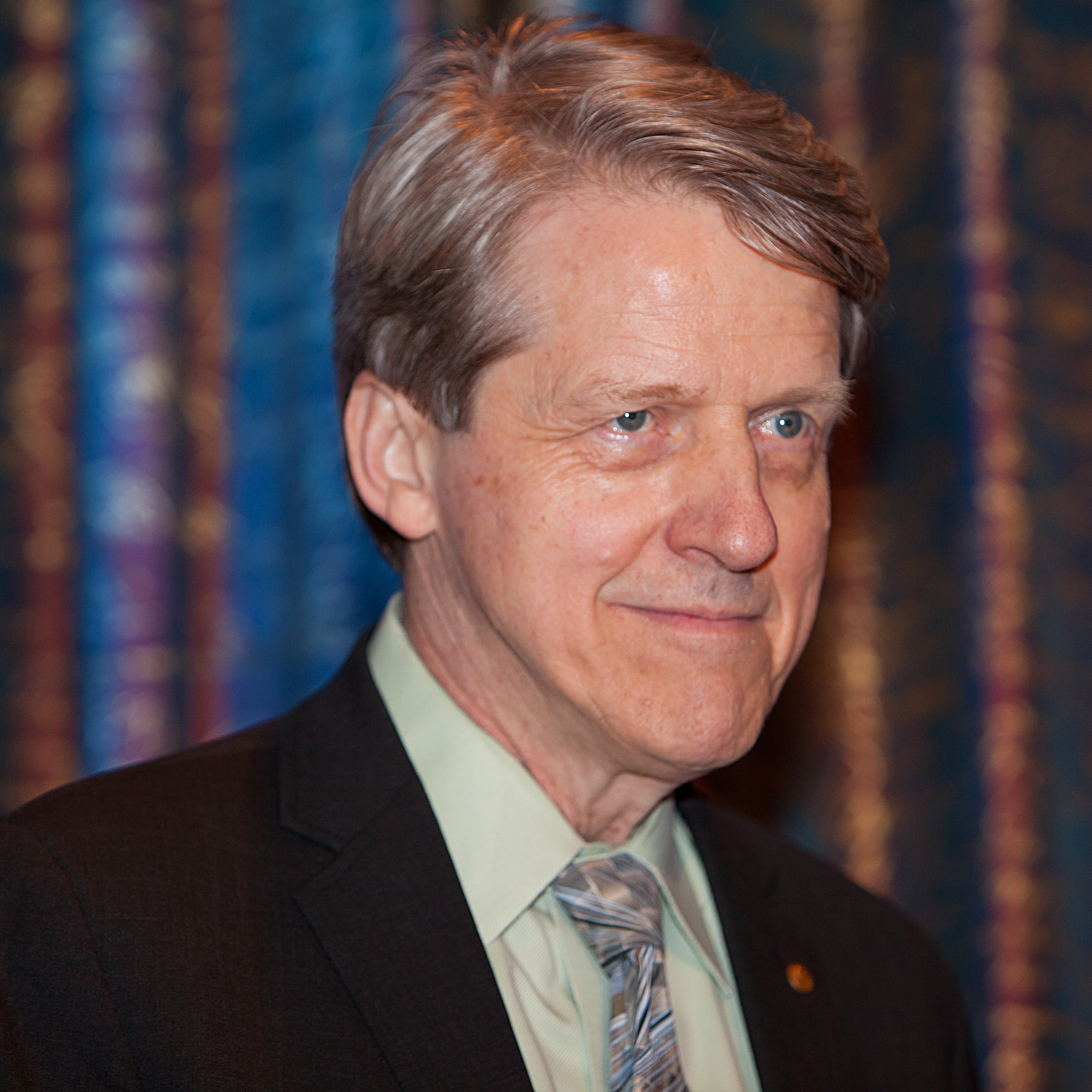
روبرت جيه شيلر الحائز على جائزة نوبل خلال مؤتمر صحفي في ستوكهولم ، ديسمبر 2013

روبرت جيمس شيلر (29 آذار 1946) اقتصادي أمريكي بارز وأستاذ في جامعة ييل وباحث في المكتب القومى للابحاث الاقتصادية .شيلر يعتبر من أهم 100 اقتصادى تأثيرا في العالم ومن أكثر المؤلفين رواجا.حصل على جائزة نوبل عام 2013 مع لارس بيتر و يوجين فاما عن (التحليل التجريبى للأصول الاقتصادية).

## روابط خارجية
- روبرت شيلر على موقع IMDb (الإنجليزية)
- روبرت شيلر على موقع الموسوعة البريطانية (الإنجليزية)
- روبرت شيلر على موقع مونزينجر (الألمانية)
- روبرت شيلر على موقع إن إن دي بي (الإنجليزية)
- روبرت شيلر على موقع قاعدة بيانات الفيلم (الإنجليزية)